# Un Américain en vacances
Pour plus de détails, voir Fiche technique et Distribution.
Un Américain en vacances (Un americano in vacanza) est un film italien, une comédie dramatique sentimentale réalisée par Luigi Zampa, sortie en 1946.

## Synopsis
Grâce à une permission militaire, deux soldats américains Dick et Tom quittent le front de guerre et se rendent en vacances à Rome pour une semaine.  Pendant le voyage ils font la connaissance de Maria une institutrice italienne qui se rend aussi à Rome afin d'obtenir de l'aide auprès de la curie romaine pour son village sinistré par la guerre. Une fois arrivés, chacun poursuit son chemin, mais Dick qui s'est entiché de la jeune fille la retrouve. Ensembles ils visitent le Vatican et participent à diverses festivités. Malheureusement le couple doit se séparer car chacun doit reprendre son activité mais avant de repartir sur le front, Dick promet à Maria que quand tout sera terminé il la rejoindra.

## Fiche technique
- Titre original italien : Un americano in vacanza
- Titre français : Un Américain en vacances ou Un Yankee en Italie[1]
- Réalisation :Luigi Zampa
- Scénario : Aldo De Benedetti - Gino Castrignano
- Production : Carlo Ponti
- Sociétés de production : Lux film
- Musique : Nino Rota
- Photographie :Václav Vích
- Montage :  Eraldo Da Roma
- Scénographe : Boris Aquarone
- Pays de production :  Italie
- Langue originale : italien
- Format : Noir et blanc
- Genre : Comédie dramatique
- Durée : 99 minutes
- Dates de sortie:
  - Italie : 1946 ; 16 octobre 2009 (Festival international du film de Rome)
  - France : 18 septembre 1953[1]

## Distribution
- Valentina Cortese : Maria la maîtresse
- Leo Dale : Dick le soldat américain
- Paolo Stoppa : Augusto
- Andrea Checchi : Roberto
- Elli Parvo : Elena
- Arturo Bragaglia : sacristain
- Adolfo Celi : Tom
- Luciano Salce : Officier américain
- Armando Furlai :
- Giovanni Dolfini : don Giuseppe
- Felice Minotti : père de Roberto
- Gino Baghetti : monseigneur Caligaris
- Achille Ponzi : Pietro